# Thambema golanachum
Thambema golanachum är en kräftdjursart som beskrevs av Harrison 1987. Thambema golanachum ingår i släktet Thambema och familjen Thambematidae. Inga underarter finns listade i Catalogue of Life.